# El Pla de Santa Maria (ort)
El Pla de Santa Maria är en ort i Spanien.   Den ligger i provinsen Província de Tarragona och regionen Katalonien, i den östra delen av landet, 400 km öster om huvudstaden Madrid. El Pla de Santa Maria ligger 381 meter över havet och antalet invånare är 2 371.
Terrängen runt El Pla de Santa Maria är kuperad åt nordväst, men åt sydost är den platt. Terrängen runt El Pla de Santa Maria sluttar söderut. Runt El Pla de Santa Maria är det ganska glesbefolkat, med 23 invånare per kvadratkilometer. Närmaste större samhälle är Valls, 9,2 km söder om El Pla de Santa Maria. Trakten runt El Pla de Santa Maria består till största delen av jordbruksmark.